# Dorfkirche Oberilm

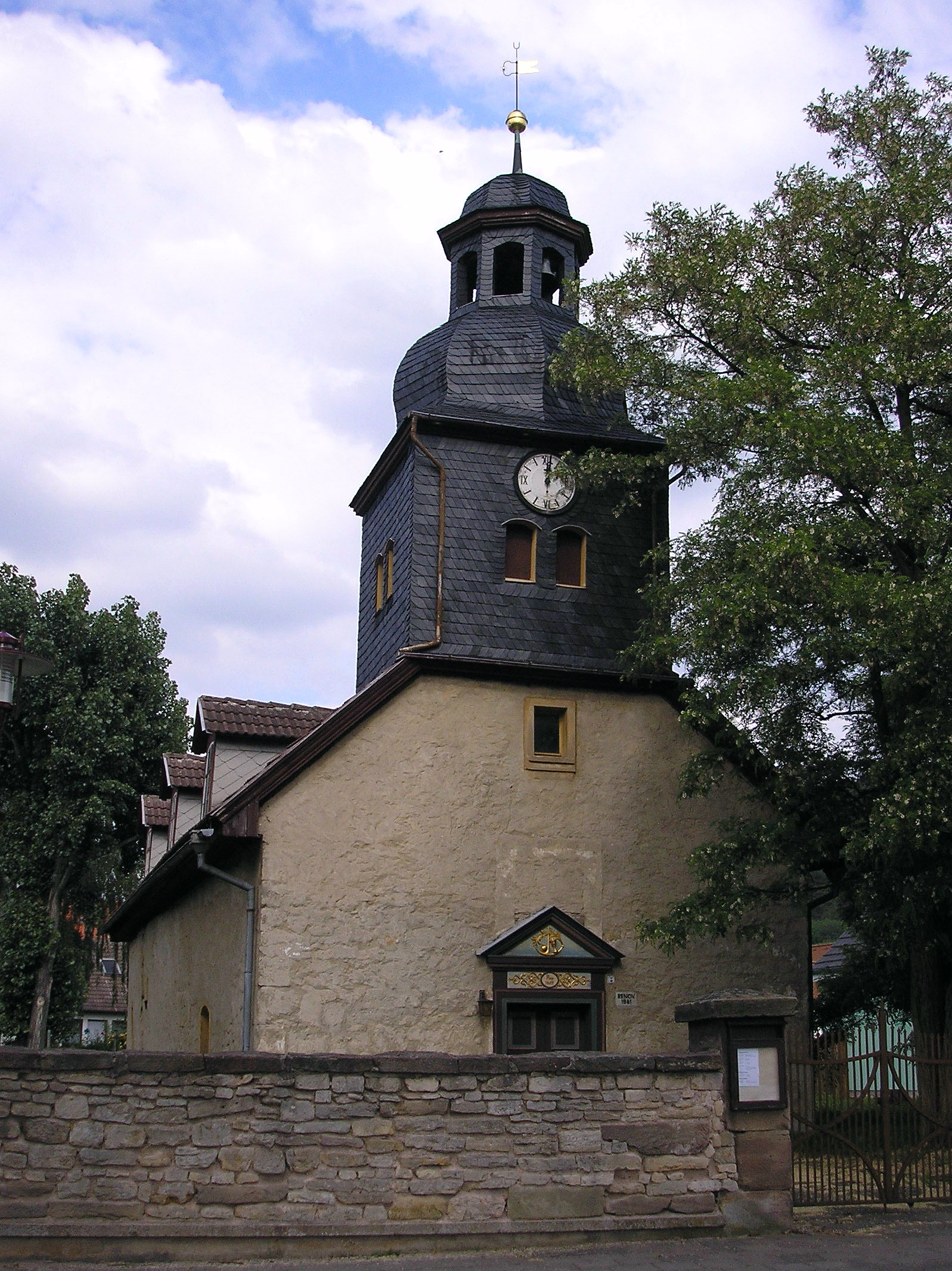
Die Kirche

Die evangelische Dorfkirche Oberilm steht im Stadtteil Oberilm der Stadt Stadtilm im Ilm-Kreis in Thüringen.
Diese Kirche ersetzte im 16. Jahrhundert einen romanischen Vorgängerbau und wurde danach mehrfach umgestaltet. Es ist eine Saalkirche mit verschiefertem Dachreiter an der Westseite.
Im Saal befinden sich vierseitige Emporen. Über dem Altar ist die Kanzel aus dem Jahr 1819.
Am 6. November 2011 wurden hier den Vertretern der St.-Marien-Stadtkirche Stadtilm 15.000 Euro zur Förderung der weiteren Instandsetzung der historischen Kirchenmalereien übergeben.